# Władysław Pożoga
Władysław Pożoga (ur. 8 stycznia 1923 w Sierżawach gmina Tarczek, zm. 6 kwietnia 2015 w Warszawie) – generał dywizji Milicji Obywatelskiej, funkcjonariusz PRL-owskich organów bezpieczeństwa i wywiadu, m.in. I zastępca ministra spraw wewnętrznych (1983-1989), szef Służby Wywiadu i Kontrwywiadu Ministerstwa Spraw Wewnętrznych (Departament I i II MSW), członek Komitetu Centralnego PZPR, ambasador PRL/RP w Sofii (1989-1991).

## Życiorys
Syn Stanisława i Marianny. W czasie II wojny światowej był członkiem Polskiej Partii Robotniczej oraz żołnierzem Gwardii Ludowej i Armii Ludowej. Po opuszczeniu Kielecczyzny, z powodu wydanego na niego wyroku śmierci przez oddział Narodowych Sił Zbrojnych dowodzony przez Stanisława Sikorskiego Jaremę, rozpoczął pracę w 1945 w nowo utworzonych organach bezpieczeństwa w Rzeszowie, gdzie w Wojewódzkim Urzędzie Bezpieczeństwa Publicznego (WUBP) w Sekcji 4 Wydziału I od 7 lipca 1945 pracował jako referent, od 18 października 1945 jako starszy referent, następnie w Sekcji III Wydziału IV jako starszy referent od 1 stycznia 1946. Następnie w Wydziale ds. Funkcjonariuszy WUBP w Rzeszowie działał jako młodszy referent od 15 marca 1946 i jako referent od 15 października 1946. W tym czasie był mocodawcą i wydającym polecenia Jerzemu Vaulinowi ps. „Mar”, który 24 października 1946 dokonał zabójstwa Antoniego Żubryda i jego żony Janiny.
Od 24 lutego 1947 był słuchaczem na kursie śledczym w Centralnej Szkole MBP w Łodzi. Od 1 grudnia 1948 był starszym referentem w Wydziale ds. Funkcjonariuszy WUBP w Rzeszowie (tzw. Wydział „F”), a od 1 stycznia 1950 kierownikiem Sekcji II tego wydziału i jednocześnie zastępcą naczelnika (był wówczas w stopniu porucznika). Przeniesiony do Bydgoszczy od 1 września 1951 był p.o. zastępcy naczelnika Wydziału ds. Funkcjonariuszy tamtejszego WUBP. Od 1 listopada 1953 do 31 marca 1955 był naczelnikiem tego wydziału. W tym okresie został awansowany do stopnia kapitana. Po likwidacji Ministerstwa Bezpieczeństwa Publicznego i powołaniu odrębnego MSW i Komitetu ds. Bezpieczeństwa Publicznego, od 1 kwietnia 1955 do 28 listopada 1956 był naczelnikiem sekretariatu w Wojewódzkim Urzędzie ds. Bezpieczeństwa Publicznego w Bydgoszczy. Od 1 stycznia 1957 pracował w pionie Służby Bezpieczeństwa Komendy Wojewódzkiej Milicji Obywatelskiej (KWMO) w Bydgoszczy, wpierw jako sekretarz operacyjny Kierownictwa, następnie od 20 września 1957 jako zastępca naczelnika Wydziału II, od 1 kwietnia 1959 naczelnik Wydziału II. Od 10 czerwca 1961 pełnił analogiczną funkcję naczelnika Wydziału II w KWMO w Gdańsku, od 1 sierpnia 1968 pracował jako („drugi”) zastępca komendanta wojewódzkiego MO ds. SB w Gdańsku, a po awansie od 15 czerwca 1970 jako I zastępca komendanta pozostając na tym stanowisku niespełna trzy lata.
Na początku 1973 Pożoga został przeniesiony do centrali Ministerstwa Spraw Wewnętrznych w Warszawie, gdzie od 15 lutego 1973 był zastępcą ówczesnego dyrektora departamentu II MSW (ds. kontrwywiadu), gen. bryg. Mikołaja Krupskiego, a od 10 maja 1973 dyrektorem departamentu II MSW. W międzyczasie, w październiku 1974 na mocy uchwały Rady Państwa PRL został awansowany do stopnia generała brygady MO. Akt nominacyjny wręczył mu w Belwederze przewodniczący Rady Państwa prof. Henryk Jabłoński. Po kolejnych reorganizacjach MSW zajmował różne stanowiska, niektóre jednocześnie. Od kwietnia 1975 był p.o. Wojewódzkiego Pełnomocnika Ministra Spraw Wewnętrznych do spraw organizacji jednostek Milicji Obywatelskiej i Służby Bezpieczeństwa województwa krakowskiego. Od 22 września 1980 do 1989 pracował jako podsekretarz stanu (wiceminister) w MSW, od 1 grudnia 1981 do 1989 szef Służby Wywiadu i Kontrwywiadu MSW, a od 17 grudnia 1986 do 1989 I Zastępca Ministra Spraw Wewnętrznych, którym był gen. broni Czesław Kiszczak. W październiku 1983 awansowany do stopnia generała dywizji MO. Nominację wręczył w Belwederze przewodniczący Rady Państwa PRL Henryk Jabłoński.. Od sierpnia 1989 tymczasowo sprawował obowiązki kierownika Ministerstwa Spraw Wewnętrznych. 17 października 1989 odszedł ze stanowiska wiceministra MSW. Powodem było jego przejście do Ministerstwa Spraw Zagranicznych i mianowanie na stanowisko ambasadora PRL w Sofii w Bułgarii, skąd został odwołany w maju 1991.
Członek PPR i PZPR. Na VII Zjeździe PZPR w grudniu 1975 wybrany w skład Centralnej Komisji Kontroli Partyjnej (do 1980). W grudniu 1985 wszedł w skład Zespołu do przygotowania "Tez Zjazdowych" na X Zjazd PZPR, który odbył się w lipcu 1986.  Na X Zjeździe PZPR wszedł w skład Komitetu Centralnego PZPR (1986-1990), od 1986 był także członkiem Rady Redakcyjnej organu teoretycznego i politycznego KC PZPR Nowe Drogi.
W 1987 ukazała się książka pt. Siedem rozmów z generałem dywizji Władysławem Pożogą I zastępcą ministra spraw wewnętrznych, szefem wywiadu i kontrwywiadu autorstwa Henryka Piecucha.
Władysław Pożoga zmarł 6 kwietnia 2015, pochowany na cmentarzu Komunalnym Północnym w Warszawie(D-III 3/4 rząd 1 grób 30).

## Odznaczenia[17]
- Krzyż Komandorski Orderu Odrodzenia Polski (1974)
- Krzyż Oficerski Orderu Odrodzenia Polski (1969)
- Krzyż Kawalerski Orderu Odrodzenia Polski (1964)
- Order Sztandaru Pracy I klasy (1982)
- Order Sztandaru Pracy II klasy (1977)
- Złoty Krzyż Zasługi (1959)
- Srebrny Krzyż Zasługi (1954)
- Srebrny Krzyż Zasługi (1948)
- Brązowy Krzyż Zasługi (1946)[18]
- Krzyż Partyzancki (1968)
- Medal 10-lecia Polski Ludowej (1955)
- Medal 30-lecia Polski Ludowej (1974)
- Medal 40-lecia Polski Ludowej (1984)[19]
- Złoty Medal „Za Zasługi dla Obronności Kraju” (1978)
- Srebrny Medal „Za Zasługi dla Obronności Kraju” (1969)
- Brązowy Medal „Za Zasługi dla Obronności Kraju” (1967)
- Medal „Za udział w walkach w obronie władzy ludowej”(1984)
- Odznaka Grunwaldzka (1946)
- Złota Odznaka „Za Zasługi dla Obrony Cywilnej” (1982)
- Medal im. Ludwika Waryńskiego (1988)
- Medal pamiątkowy „40-lecia PZPR” (1988)[20]
- Odznaka „Zasłużony dla województwa rzeszowskiego” (1972)[21]
- odznaczenia państw socjalistycznych, regionalne i organizacyjne